# Rodoald
Rodoald was een koning van de Longobarden. Hij was de zoon van koning Rothari en zijn eerste vrouw. In 652 volgde Rodoald zijn vader op. Zijn heerschappij duurde slechts vijf maanden en zeven dagen: in (653) werd hij vermoord door een Longobard wiens vrouw door Rodoald was verleid.
Rodoald zou getrouwd zijn geweest met zijn eigen stiefmoeder Gundeperga. Dit verhaal berust echter op een foutieve vermelding door de historicus Paulus Diaconus, die de relatie van Gundeperga en Rothari projecteerde op Rodoald. Ook de vermelding van Diaconus dat Rodoald vijf jaar en zeven dagen regeerde, berust op een vergissing.
Zijn opvolger was Aripert I.